# Narodowy Komitet Olimpijski Turcji
Narodowy Komitet Olimpijski Turcji (tur. Türkiye Milli Olimpiyat Komitesi) – stowarzyszenie związków i organizacji sportowych z siedzibą w Stambule, zajmujące się organizacją udziału reprezentacji Turcji w igrzyskach olimpijskich i europejskich oraz upowszechnianiem idei olimpijskiej i promocją sportu, a także reprezentowaniem tureckiego sportu w organizacjach międzynarodowych, w tym w Międzynarodowym Komitecie Olimpijskim.